# 28878 Зеґнер
28878 Зеґнер (28878 Segner) — астероїд головного поясу, відкритий 26 травня 2000 року.
Тіссеранів параметр щодо Юпітера — 3,398.
Названо на честь німецького вченого Йоганна Андреаса фон Зегнера (нім. Johann Andreas von Segner (1704-1777)